# Jugoslávská Prva liga
Jugoslávská Prva liga (srbsky Прва савезна лига у фудбалу/Prva savezna liga u futbalu, chorvatsky Prva savezna liga u nogometu, slovinsky Prva zvezna nogometna liga, makedonsky Првата федерална лига/Prvata federalna liga) byla nejvyšší fotbalová soutěž pořádaná na území Jugoslávie v letech 1923–1992. Nástupnickou ligou se stala Prva savezna liga, která se hrála na území Srbska a Černé Hory od sezony 1992/93 do 2002/03 a poté v rámci soustátí těchto dvou zemí (2003/04–2005/06).

## Království Jugoslávie (1923–1940)

### Vítězové soutěže
| Ročník | Mistr                | Ročník  | Mistr            | Ročník  | Mistr                |
| ------ | -------------------- | ------- | ---------------- | ------- | -------------------- |
| 1923   | HŠK Građanski Záhřeb | 1929    | HNK Hajduk Split | 1934/35 | OFK Bělehrad         |
| 1924   | SK Jugoslavija       | 1930    | HŠK Concordia    | 1935/36 | OFK Bělehrad         |
| 1925   | SK Jugoslavija       | 1930/31 | OFK Bělehrad     | 1936/37 | HŠK Građanski Záhřeb |
| 1926   | HŠK Građanski Záhřeb | 1931/32 | HŠK Concordia    | 1937/38 | HAŠK Záhřeb          |
| 1927   | HNK Hajduk Split     | 1932/33 | OFK Bělehrad     | 1938/39 | OFK Bělehrad         |
| 1928   | HŠK Građanski Záhřeb | 1933/34 | nehrálo se       | 1939/40 | HŠK Građanski Záhřeb |

### Vítězové podle klubů
| Klub                 | Tituly | Sezóny                                      |
| -------------------- | ------ | ------------------------------------------- |
| OFK Bělehrad         | 5      | 1930/31, 1932/33, 1934/35, 1935/36, 1938/39 |
| HŠK Građanski Záhřeb | 5      | 1923, 1926, 1928, 1936/37, 1939/40          |
| SK Jugoslavija       | 2      | 1924, 1925                                  |
| HNK Hajduk Split     | 2      | 1927, 1929                                  |
| HŠK Concordia        | 2      | 1930, 1931/32                               |
| HAŠK Záhřeb          | 1      | 1938/39                                     |

### Nejlepší střelci
| Rok     | Hráč                 | Klub                 | Branky |
| ------- | -------------------- | -------------------- | ------ |
| 1923    | Dragan Jovanović     | SK Jugoslavija       | 4      |
| 1924    | Dragan Jovanović     | SK Jugoslavija       | 6      |
| 1925    | Dragan Jovanović     | SK Jugoslavija       | 4      |
| 1926    | Dušan Petković       | SK Jugoslavija       | 4      |
| 1927    | Kuzman Sotirović     | OFK Bělehrad         | 6      |
| 1928    | Ljubo Benčić         | HNK Hajduk Split     | 8      |
| 1929    | Đorđe Vujadinović    | OFK Bělehrad         | 10     |
| 1930    | Blagoje Marjanović   | OFK Bělehrad         | 10     |
| 1930/31 | Đorđe Vujadinović    | OFK Bělehrad         | 12     |
| 1931/32 | Svetislav Valjarević | HŠK Concordia        | 10     |
| 1932/33 | Vladimir Kragić      | HNK Hajduk Split     | 21     |
| 1934/35 | Leo Lemešić          | HNK Hajduk Split     | 18     |
| 1935/36 | Blagoje Marjanović   | OFK Bělehrad         | 5      |
| 1936/37 | Blagoje Marjanović   | OFK Bělehrad         | 21     |
| 1937/38 | August Lešnik        | HŠK Građanski Záhřeb | 17     |
| 1938/39 | August Lešnik        | HŠK Građanski Záhřeb | 22     |
| 1939/40 | Svetislav Glišović   | OFK Bělehrad         | 10     |

## SFR Jugoslávie (1945-1992)

### Vítězové soutěže
| Ročník    | Mistr             | Ročník    | Mistr                   | Ročník    | Mistr                 |
| --------- | ----------------- | --------- | ----------------------- | --------- | --------------------- |
| 1945      | SR Srbsko         | 1961/1962 | FK Partizan             | 1977/1978 | FK Partizan           |
| 1946/1947 | FK Partizan       | 1962/1963 | FK Partizan             | 1978/1979 | HNK Hajduk Split      |
| 1947/1948 | NK Dinamo Záhřeb  | 1963/1964 | FK Crvena zvezda        | 1979/1980 | FK Crvena zvezda      |
| 1948/1949 | FK Partizan       | 1964/1965 | FK Partizan             | 1980/1981 | FK Crvena zvezda      |
| 1950      | NK Hajduk Split   | 1965/1966 | FK Vojvodina Novi Sad   | 1981/1982 | NK Dinamo Záhřeb      |
| 1951      | FK Crvena zvezda  | 1966/1967 | FK Sarajevo             | 1982/1983 | FK Partizan           |
| 1952      | HNK Hajduk Split  | 1967/1968 | FK Crvena zvezda        | 1983/1984 | FK Crvena zvezda      |
| 1952/1953 | FK Crvena zvezda  | 1968/1969 | FK Crvena zvezda        | 1984/1985 | FK Sarajevo           |
| 1953/1954 | GNK Dinamo Záhřeb | 1969/1970 | FK Crvena zvezda        | 1985/1986 | FK Partizan           |
| 1954/1955 | HNK Hajduk Split  | 1970/1971 | HNK Hajduk Split        | 1986/1987 | FK Partizan           |
| 1955/1956 | FK Crvena zvezda  | 1971/1972 | FK Željezničar Sarajevo | 1987/1988 | FK Crvena zvezda      |
| 1956/1957 | FK Crvena zvezda  | 1972/1973 | FK Crvena zvezda        | 1988/1989 | FK Vojvodina Novi Sad |
| 1957/1958 | NK Dinamo Záhřeb  | 1973/1974 | HNK Hajduk Split        | 1989/1990 | FK Crvena zvezda      |
| 1958/1959 | FK Crvena zvezda  | 1974/1975 | HNK Hajduk Split        | 1990/1991 | FK Crvena zvezda      |
| 1959/1960 | FK Crvena zvezda  | 1975/1976 | FK Partizan             | 1991/1992 | FK Crvena zvezda      |
| 1960/1961 | FK Partizan       | 1976/1977 | FK Crvena zvezda        |           |                       |

### Vítězové podle klubů
| Klub                    | Tituly | Sezóny |
| ----------------------- | ------ | --- |
| FK Crvena zvezda        | 19     | 1951, 1952/1953, 1955/1956, 1956/1957, 1958/1959, 1959/1960, 1963/1964, 1967/1968, 1968/1969, 1969/1970, 1972/1973, 1976/1977, 1979/1980, 1980/1981, 1983/1984, 1987/1988, 1989/1990, 1990/1991, 1991/1992 |
| FK Partizan             | 11     | 1946/1947, 1948/1949, 1960/1961, 1961/1962, 1962/1963, 1964/1965, 1975/1976, 1977/1978, 1982/1983, 1985/1986, 1986/1987                                                                                    |
| NK Hajduk Split         | 7      | 1950, 1952, 1954/1955, 1970/1971, 1973/1974, 1974/1975, 1978/1979 |
| NK Dinamo Záhřeb        | 4      | 1947/1948, 1953/1954, 1957/1958, 1981/1982 |
| FK Sarajevo             | 2      | 1966/1967, 1984/1985 |
| FK Vojvodina Novi Sad   | 2      | 1965/1966, 1988/1989 |
| SR Srbsko               | 1      | 1945 |
| FK Željezničar Sarajevo | 1      | 1971/1972 |

### Nejlepší střelci
| Rok        | Hráč                                                | Klub                                                         | Branky |
| ---------- | --------------------------------------------------- | ------------------------------------------------------------ | ------ |
| 1945       | Stjepan Bobek                                       | JLA                                                          | 8      |
| 1946/1947  | Franjo Wölfl                                        | NK Dinamo Záhřeb                                             | 28     |
| 1947/1948  | Franjo Wölfl                                        | NK Dinamo Záhřeb                                             | 22     |
| 1948/1949  | Frane Matošić                                       | NK Hajduk Split                                              | 17     |
| 1950       | Marko Valok                                         | FK Partizan                                                  | 17     |
| 1951       | Kosta Tomašević                                     | FK Crvena zvezda                                             | 16     |
| 1952       | Stanoje Jocić                                       | OFK Bělehrad                                                 | 13     |
| 1952/1953  | Todor Živanović                                     | FK Crvena zvezda                                             | 17     |
| 1953/1954  | Stjepan Bobek                                       | FK Partizan                                                  | 21     |
| 1954/1955  | Predrag Marković, Kosta Tomašević a Bernard Vukas   | OFK Bělehrad, FK Spartak Subotica a NK Hajduk Split          | 20     |
| 1955/1956  | Muhamed Mujić, Tihomir Ognjanov a Todor Veselinović | FK Velež Mostar, FK Spartak Subotica a FK Vojvodina Novi Sad | 21     |
| 1956/1957  | Todor Veselinović                                   | FK Vojvodina Novi Sad                                        | 28     |
| 1957/1958  | Todor Veselinović                                   | FK Vojvodina Novi Sad                                        | 19     |
| 1958/1959  | Bora Kostić                                         | FK Crvena zvezda                                             | 25     |
| 19592/1960 | Bora Kostić                                         | FK Crvena zvezda                                             | 19     |
| 1960/1961  | Zoran Prljinčević a Todor Veselinović               | FK Radnički Bělehrad a FK Vojvodina Novi Sad                 | 16     |
| 1961/1962  | Dražan Jerković                                     | NK Dinamo Záhřeb                                             | 16     |
| 1962/1963  | Mišo Smajlović                                      | FK Željezničar Sarajevo                                      | 18     |
| 1963/1964  | Asim Ferhatović                                     | FK Sarajevo                                                  | 19     |
| 1964/1965  | Zlatko Dračić                                       | NK Záhřeb                                                    | 23     |
| 1965/1966  | Petar Nadoveza                                      | NK Hajduk Split                                              | 21     |
| 1966/1967  | Mustafa Hasanagić                                   | FK Partizan                                                  | 18     |
| 1967/1968  | Slobodan Santrač                                    | OFK Bělehrad                                                 | 22     |
| 1968/1969  | Vojin Lazarević                                     | FK Crvena zvezda                                             | 22     |
| 1969/1970  | Slobodan Santrač a Dušan Bajević                    | OFK Bělehrad a FK Velež Mostar                               | 20     |
| 1970/1971  | Petar Nadoveza a Božo Janković                      | HNK Hajduk Split a FK Željezničar Sarajevo                   | 20     |
| 1971/1972  | Slobodan Santrač                                    | OFK Bělehrad                                                 | 33     |
| 1972/1973  | Slobodan Santrač a Vojin Lazarević                  | OFK Bělehrad a FK Crvena zvezda                              | 25     |
| 1973/1974  | Danilo Popivoda                                     | NK Olimpija Lublaň                                           | 17     |
| 1974/1975  | Dušan Savić a Boško Đorđević                        | FK Crvena zvezda a FK Partizan                               | 20     |
| 1975/1976  | Nenad Bjeković                                      | FK Partizan                                                  | 24     |
| 1976/1977  | Zoran Filipović                                     | FK Crvena zvezda                                             | 21     |
| 1977/1978  | Radomir Savić                                       | FK Sarajevo                                                  | 21     |
| 1978/1979  | Dušan Savić                                         | FK Crvena zvezda                                             | 24     |
| 1979/1980  | Safet Sušić a Dragoljub Kostić                      | FK Sarajevo a FK Napredak Kruševac                           | 17     |
| 1980/1981  | Milan Radović                                       | NK Rijeka                                                    | 26     |
| 1981/1982  | Snješko Cerin                                       | NK Dinamo Záhřeb                                             | 19     |
| 1982/1983  | Sulejman Halilović                                  | NK Dinamo Vinkovci                                           | 18     |
| 1983/1984  | Darko Pančev                                        | FK Vardar                                                    | 19     |
| 1984/1985  | Zlatko Vujović                                      | NK Hajduk Split                                              | 25     |
| 1985/1986  | Davor Čop                                           | NK Dinamo Vinkovci                                           | 20     |
| 1986/1987  | Radmilo Mihajlović                                  | FK Željezničar Sarajevo                                      | 23     |
| 1987/1988  | Duško Milinković                                    | FK Rad Bělehrad                                              | 16     |
| 1988/1989  | Davor Šuker                                         | NK Osijek                                                    | 18     |
| 1989/1990  | Darko Pančev                                        | FK Crvena zvezda                                             | 25     |
| 1990/1991  | Darko Pančev                                        | FK Crvena zvezda                                             | 34     |
| 1991/1992  | Darko Pančev                                        | FK Crvena zvezda                                             | 25     |

### Soupisky mistrů (1946–1992)

#### 1946/1947Partizan Bělehrad
Franjo Glaser (16/0), Risto Nikolić (6/0), Franjo Šostarić (2/0) – Aleksandar Atanacković (17/3), Stjepan Bobek (23/24), Miroslav Brozović (23/2), Zlatko Čajkovski (20/3), Ratko Čolić (2/0), Milivoje Đurđević (17/0), Vladimir Firm (4/3), Stevan Jakuš (2/0), Jane Janevski (6/1), Miodrag Jovanović (13/0), Florijan Matekalo (7/3), Prvoslav Mihajlović (18/9), Bela Palfi (21/4), Stanislav Popesku (13/0), Momčilo Radunović (4/0), Franjo Rupnik (18/11), Kiril Simonovski (19/5), Silvester Šereš (12/2), Šepe Šutevski (1/0) – trenér Illés Spitz

#### 1947/1948NK Dinamo Záhřeb
Slavko Arneri (6/0), Josip Babić (9/0), Zvonimir Monsider (3/0) – Aleksandar Benko (9/4), Zvonimir Cimermančić (18/11), Željko Čajkovski (18/6), Drago Horvat (18/0), Ivica Horvat (9/0), Ivan Jazbinšek (9/0), Marko Jurić (12/0), Ratko Kacijan (16/2), Mirko Kokotović (2/0), Dragutin Lojen (1/0), Branko Pleše (18/2), Krešimir Pukšec (10/0), Ivica Rajs (10/3), Božidar Senčar (7/4), Zvonko Strnad (2/1), Đuka Strugar (4/0), Franjo Velfl (17/12) – trenér Karl Mütsch

#### 1948/1949Partizan Bělehrad
Rajko Grčević (1/0), Franjo Šostarić (17/0) – Aleksandar Atanacković (15/3), Stjepan Bobek (17/13), Zlatko Čajkovski (14/0), Ratko Čolić (9/0), Božidar Drenovac (4/0), Vladimir Firm (9/0), Lajoš Jakovetić (15/1), Stevan Jakuš (1/0), Miodrag Jovanović (17/0), Prvoslav Mihajlović (3/1), Miomir Petrović (18/0), Momčilo Radunović (8/1), Božidar Senčar (7/2), Kiril Simonovski (18/4), Zvonko Strnad (14/3), Marko Valok (11/11) – trenér Illés Spitz

#### 1950NK Hajduk Split
Vladimir Beara (18/0) – Vojko Andrijašević (1/1), Krešimir Arapović (8/1), Miljenko Batinić (1/0), Božo Broketa (18/1), Milorad Diskić (2/0), Dragutin Drvodelić (11/0), Ervin Katnić (18/0), Ljubomir Kokeza (15/0), Stane Krstulović (7/1), Slavko Luštica (18/4), Frane Matošić (18/5), Ivo Mrčić (10/0), Ivo Radovniković (17/2), Tonči Radovniković (2/0), Vladimir Šenauer (4/0), Branko Viđak (12/5), Bernard Vukas (18/5) – trenér Luka Kaliterna

#### 1951Crvena Zvezda Bělehrad
Ljubomir Lovrić (14/0), Srđan Mrkušić (8/0) – Milorad Diskić (16/0), Predrag Đajić (22/1), Milivoje Đurđević (9/0), Jovan Jezerkić (18/6), Borivoje Kostić (3/1), Lajčo Kujundžić (1/0), Rajko Mitić (17/5), Branko Nešović (1/0), Tihomir Ognjanov (22/10), Bela Palfi (22/1), Pavle Radić (1/0), Branko Stanković (13/1), Dimitrije Tadić (12/0), Kosta Tomašević (21/16), Branislav Vukosavljević (7/1), Siniša Zlatković (11/4), Ivan Zvekanović (14/0), Todor Živanović (10/4) – trenéři Ljubiša Broćić, Žarko Mihajlović

#### 1952NK Hajduk Split
Vladimir Beara (22/0) – Vojko Andrijašević (2/2), Krešimir Arapović (17/4), Božo Broketa (22/6), Dragutin Drvodelić (1/0), Davor Grčić (1/0), Lenko Grčić (20/0), Zdravko Juričko (6/1), Ervin Katnić (17/0), Ljubomir Kokeza (16/0), Stane Krstulović (18/12), Slavko Luštica (22/1), Frane Matošić (20/7), Ante Mladinić (5/1), Ivo Mrčić (11/0), Vladimir Šenauer (19/3), Bernard Vukas (22/10) – trenér Jozo Matošić

#### 1952/1953Crvena Zvezda Bělehrad
Srboljub Krivokuća (14/0), Ljubomir Lovrić (1/0), Srđan Mrkušić (7/0) – Jovan Cokić (6/2), Milorad Diskić (17/0), Predrag Đajić (21/1), Milivoje Đurđević (2/0), Miroslav Lazić (1/0), Svetislav Milić (1/0), Rajko Mitić (18/8), Branko Nešović (1/0), Tihomir Ognjanov (17/3), Miodrag Petrović (1/0), Branko Stanković (21/1), Ljubiša Spajić (6/0), Vasilije Šijaković (6/1), Dimitrije Tadić (7/0), Kosta Tomašević (9/3), Branislav Vukosavljević (13/8), Miljan Zeković (22/0), Siniša Zlatković (21/0), Todor Živanović (21/17), Dragoljub Župac (3/2) – trenéři Branislav Sekulić, Žarko Mihajlović

#### 1953/1954NK Dinamo Záhřeb
Branko Kralj (16/0), Vladimir Majerović (10/0) – Ivica Banožić (3/0), Aleksandar Benko (21/13), Zvonimir Cimermančić (2/0), Dragutin Cizarić (9/0), Tomislav Crnković (20/0), Željko Čajkovski (24/13), Vladimir Čonč (26/13), Dionizije Dvornić (26/16), Emil Ferković (10/0), Drago Horvat (6/0), Dragutin Kukec (3/0), Luka Lipošinović (10/3), Lav Mantula (21/2), Stojan Osojnak (10/9), Branko Režek (23/2), Zvonko Strnad (1/0), Vasilije Šijaković (6/1), Josip Šikić (25/0) – trenér Ivan Jazbinšek

#### 1954/1955NK Hajduk Split
Vladimir Beara (20/0), Ante Vulić (6/0) – Davor Benčić (1/0), Božo Broketa (20/1), Leo Dadić (10/0), Davor Grčić (25/1), Lenko Grčić (21/0), Ljubomir Kokeza (25/0), Bogdan Kragić (3/3), Slavko Luštica (26/1), Frane Matošić (21/8), Nikola Radović (20/1), Sulejman Rebac (23/9), Vladimir Šenauer (22/7), Joško Vidošević (26/18), Bernard Vukas (26/20) – trener Aleksandar Tomašević.

#### 1955/1956Crvena Zvezda Bělehrad
Vladimir Beara (7/0), Srboljub Krivokuća (19/0) – Jovan Cokić (5/2), Vladimir Durković (7/1), Borivoje Kostić (17/14), Rajko Mitić (25/4), Miljan Miljanić (2/0), Branko Nešović (17/0), Vladica Popović (17/2), Antun Rudinski (24/5), Ljubiša Spajić (24/0), Branko Stanković (20/1), Dragoslav Šekularac (22/7), Lazar Tasić (25/4), Novak Tomić (2/0), Ivan Toplak (24/12), Stevan Veselinov (1/0), Miljan Zeković (17/0), Todor Živanović (13/9) – trenér Milovan Ćirić

#### 1956/1957Crvena Zvezda Bělehrad
Vladimir Beara (17/0), Srboljub Krivokuća (9/0) – Jovan Cokić (6/2), Vladimir Durković (6/1), Momčilo Ilić (1/0), Borivoje Kostić (24/27), Predrag Marković (2/0), Rajko Mitić (21/4), Branko Nešović (6/0), Ivan Popović (12/7), Vladica Popović (25/21), Antun Rudinski (24/12), Ljubiša Spajić (23/0), Branko Stanković (18/0), Nikola Stipić (1/0), Dragoslav Šekularac (23/4), Lazar Tasić (25/2), Novak Tomić (5/0), Ivan Toplak (12/6), Stevan Veselinov (4/0), Miljan Zeković (22/0) – trenér Milovan Ćirić

#### 1957/1958NK Dinamo Záhřeb
Gordan Irović (24/0), Vladimir Majerović (2/0) – Ivica Banožić (18/0), Aleksandar Benko (12/8),
Tomislav Crnković (25/0), Vladimir Čonč (20/4), Emil Ferković (5/0), Franjo Gašpert (22/7), Drago Hmelina (8/1), Ivica Horvat (26/0), Bernard Hugl (3/0), Dražan Jerković (22/17), Marijan Kolonić (1/0), Mladen Koščak (22/0), Luka Lipošinović (20/8), Željko Matuš (20/3), Zdravko Prelčec (4/1), Branko Režek (24/2), Ivan Šantek (8/0) – trenér Gustav Lechner

#### 1958/1959Crvena Zvezda Bělehrad
Vladimir Beara (19/0), Tatomir Radunović (2/0), Špiro Đurić (1/0) – Ranko Borozan (13/0), Vladimir Durković (18/0), Borivoje Kostić (22/25), Dušan Maravić (15/3), Selimir Milošević (3/1), Rajko Mitić (11/2), Branko Nešović (2/0), Vladimir Nikolovski (2/0), Ivan Popović (10/6), Vladica Popović (15/0), Antun Rudinski (17/7), Ljubiša Spajić (20/0), Nikola Stipić (17/2), Dimitrije Stojanović (7/0), Dragoslav Šekularac (18/2), Lazar Tasić (15/1), Ivan Toplak (1/0), Miljan Zeković (20/0) – trenér Milorad Pavić

#### 1959/1960Crvena Zvezda Bělehrad
Vladimir Beara (21/0), Petar Ćosić (1/0) – Ranko Borozan (5/0), Vladimir Durković (22/0), Borivoje Kostić (21/19), Dušan Maravić (13/5), Nikola Mijušković (4/0), Selimir Milošević (12/3), Blagoje Mitić (10/0), Vladimir Nikolovski (4/1), Ivan Popović (7/3), Vladica Popović (14/0), Antun Rudinski (11/1), Ljubiša Spajić (22/0), Nikola Stipić (14/5), Dimitrije Stojanović (12/0), Dragoslav Šekularac (11/3), Lazar Tasić (20/0), Ivan Toplak (11/5), Branko Zebec (7/2), Miljan Zeković (10/0) – trenér Milorad Pavić

#### 1960/1961Partizan Bělehrad
Milutin Šoškić (22/0) – Bruno Belin (5/0), Milan Galić (21/14), Aleksandar Jončić (11/0), Fahrudin Jusufi (22/0), Tomislav Kaloperović (22/7), Vladimir Kovačević (18/4), Branislav Mihajlović (12/5), Jovan Miladinović (16/2), Milorad Milutinović (18/4), Velibor Milutinović (6/2), Ilija Mitić (5/0), Božidar Pajević (5/0), Miodrag Petrović (1/0), Dragomir Slišković (1/0), Velimir Sombolac (9/0), Lazar Radović (17/3), Velibor Vasović (22/1), Joakim Vislavski (20/5), Milan Vukelić (20/8) – trenér Stjepan Bobek

#### 1961/1962Partizan Bělehrad
Milutin Šoškić (22/0) – Bruno Belin (2/0), Zvezdan Čebinac (14/3), Milan Galić (21/7), Mustafa Hasanagić (1/0), Dragoslav Jovanović (8/0), Fahrudin Jusufi (21/0), Vladimir Kovačević (19/15), Branislav Mihajlović (16/0), Ljubomir Mihajlović (6/0), Milorad Milutinović (12/0), Radivoj Ognjanović (9/1), Miodrag Petrović (3/0), Vladimir Petrović (3/0), Lazar Radović (16/2), Ivan Rajić (3/1), Dragomir Slišković (4/1), Velimir Sombolac (17/0), Velibor Vasović (22/2), Joakim Vislavski (17/3), Milan Vukelić (17/6) – trenér Stjepan Bobek

#### 1962/1963Partizan Bělehrad
Milutin Šoškić (26/0) – Manojlo Bajić (4/0), Zvezdan Čebinac (16/0), Milan Damjanović (1/0), Milan Galić (25/16), Mustafa Hasanagić (12/4), Aleksandar Jončić (8/0), Dragoslav Jovanović (2/0), Fahrudin Jusufi (25/0), Vladimir Kovačević (26/14), Branislav Mihajlović (4/1), Ljubomir Mihajlović (23/0), Milorad Milutinović (5/0), Velibor Milutinović (15/1), Miodrag Petrović (3/1), Vladimir Petrović (3/0), Lazar Radović (5/2), Ivan Rajić (6/1), Antun Rudinski (8/6), Dragomir Slišković (5/0), Velimir Sombolac (14/0), Velibor Vasović (24/2), Joakim Vislavski (16/7), Milan Vukelić (18/2) – trenér Stjepan Bobek

#### 1963/1964Crvena Zvezda Bělehrad
Mirko Stojanović (22/0), Petar Ćosić (4/0) – Milan Čop (24/0), Vladimir Durković (20/0), Dragan Džajić (23/4), Sreten Đurica (4/0), Živorad Jevtić (4/0), Borivoje Kostić (25/14), Luka Malešev (1/0), Dušan Maravić (15/2), Vojislav Melić (23/0), Ljubomir Milić (1/0), Tomislav Milićević (11/0), Selimir Milošević (2/1), Blagoje Mitić (4/0), Slobodan Mitić (1/0), Dragan Popović (4/1), Vladica Popović (24/0), Zoran Prljinčević (23/15), Nikola Stipić (10/2), Dragan Stojanović (3/1), Dragoslav Šekularac (6/1), Novak Tomić (13/0), Velibor Vasović (13/0) – trenér Milorad Pavić

#### 1964/1965Partizan Bělehrad
Ivan Ćurković (23/0), Milutin Šoškić (4/0), Jovan Ćurčić (1/0) – Manojlo Bajić (6/1), Radoslav Bečejac (20/2), Milan Damjanović (11/0), Milan Galić (24/15), Mustafa Hasanagić (20/13), Fahrudin Jusufi (18/0), Vladimir Kovačević (28/14), Branislav Mihajlović (2/0), Ljubomir Mihajlović (26/0), Jovan Miladinović (19/0), Velibor Milutinović (6/0), Miodrag Petrović (5/1), Josip Pirmajer (27/7), Lazar Radović (8/0), Branko Rašović (17/0), Vojislav Simeunović (1/0), Velimir Sombolac (14/0), Velibor Vasović (15/0), Joakim Vislavski (18/5), Milan Vukelić (10/0) – trenér Aleksandar Atanacković

#### 1965/1966FK Vojvodina Novi Sad
Ilija Pantelić (30/0), Branislav Veljković (1/0) – Rajko Aleksić (2/0), Veljko Aleksić (4/0), Ivica Brzić (29/0), Adolf Lambi (8/2), Anđelko Marinković (1/0), Đorđe Milić (3/1), Stevan Nešticki (17/0), Žarko Nikolić (29/4), Đorđe Pavlić (18/8), Vasa Pušibrk (30/2), Radivoj Radosav (12/4), Dimitrije Radović (16/1), Vladimir Savić (29/5), Stevan Sekereš (29/0), Tonče Stamevski (3/0), Dragan Surdučki (1/0), Silvester Takač (30/13), Dobrivoje Trivić (28/7), Mladen Vučinić (26/0) – trenér Branko Stanković

#### 1966/1967FK Sarajevo
Refik Muftić (5/0), Ibrahim Sirćo (25/0) – Boško Antić (30/14), Milenko Bajić (30/0), Ibrahim Biogradlić (15/0), Stjepan Blažević (20/0), Sreten Dilberović (4/0), Mirsad Fazlagić (30/0), Asim Ferhatović (8/0), Sead Jesenković (29/0), Osman Maglajlija (1/0), Anton Mandić (3/0), Milan Makić (1/0), Vahidin Musemić (25/16), Fuad Muzurović (23/0), Fahrudin Prljača (29/5), Boško Prodanović (28/10), Sreten Šiljkut (25/3), Dragan Vujanović (9/1), Svetozar Vujović (2/0) – trenér Miroslav Brozović

#### 1967/1968Crvena Zvezda Bělehrad
Ratomir Dujković (28/0), Dragomir Racić (3/0) – Jovan Aćimović (24/3), Zoran Antonijević (29/5), Kiril Dojčinovski (30/1), Dragan Džajić (27/12), Milovan Đorić (26/2), Živorad Jevtić (13/0), Sava Karapandžić (7/0), Branko Klenkovski (18/2), Vojin Lazarević (29/21), Aleksandar Marković (8/0), Trifun Mihajlović (11/2), Tomislav Milićević (13/0), Stevan Ostojić (30/15), Miroslav Pavlović (30/1), Živan Rakić (10/0), Slobodan Škrbić (10/0) – trenér Miljan Miljanić

#### 1968/1969Crvena Zvezda Bělehrad
Ratomir Dujković (31/0), Dragomir Racić (3/0) – Jovan Aćimović (31/3), Kiril Dojčinovski (33/2), Dragan Džajić (33/16), Milovan Đorić (34/3), Slobodan Janković (3/0), Živorad Jevtić (22/0), Sava Karapandžić (4/0), Stanislav Karasi (1/0), Branko Klenkovski (32/3), Petar Krivokuća (21/2), Vojin Lazarević (34/22), Aleksandar Marković (10/0), Trifun Mihajlović (2/0), Stevan Ostojić (32/17), Miroslav Pavlović (32/1), Dojčin Perazić (1/0), Radeta Radić (1/0) – trenér Miljan Miljanić

#### 1969/1970Crvena Zvezda Bělehrad
Ratomir Dujković (33/0), Ognjen Petrović (1/0) – Jovan Aćimović (16/4), Svetozar Andrejić (12/3), Zoran Antonijević (34/3), Kiril Dojčinovski (30/0), Dragan Džajić (30/13), Milovan Đorić (30/1), Milorad Ivković (1/0), Živorad Jevtić (14/2), Sava Karapandžić (14/0), Stanislav Karasi (31/10), Mihalj Keri (13/0), Branko Klenkovski (30/2), Petar Krivokuća (21/2), Vojin Lazarević (26/12), Trifun Mihajlović (18/8), Milovan Mitić (1/0), Stevan Ostojić (15/6), Miroslav Pavlović (29/0), Branko Radović (1/0), Slobodan Škrbić (4/0) – trenér Miljan Miljanić

#### 1970/1971NK Hajduk Split
Radomir Vukčević (25/0), Ante Sirković (9/0) – Mario Boljat (20/0), Miroslav Bošković (16/1), Ivan Buljan (16/1), Vilson Džoni (32/0), Miroslav Ferić (1/0), Joško Gluić (7/0), Ivan Hlevnjak (34/6), Dragan Holcer (33/0), Ante Ivković (1/0), Jurica Jerković (33/7), Mićun Jovanić (29/7), Marino Lemešić (29/1), Ivica Matković (2/0), Dražen Mužinić (11/0), Petar Nadoveza (24/20), Ivan Pavlica (30/7), Luka Peruzović (13/0), Vladimir Smolčić (3/0), Miroslav Vardić (23/4), Veselin Zrilić (10/0), Dinko Žutelija (11/1) – trenér Slavko Luštica

#### 1971/1972FK Željezničar Sarajevo
Slobodan Janjuš (34/0) – Velija Bećirspahić (33/1), Blagoje Bratić (33/7), Josip Bukal (32/14), Avdija Deraković (31/1), Enver Hadžiabdić (34/0), Fahrija Hrvat (15/0), Božidar Janković (33/13), Branimir Jelušić (32/2), Nusret Kadrić (2/0), Josip Katalinski (34/12), Dragan Kojović (26/0), Slobodan Kojović (6/0), Edin Sprečo (32/5), Miloš Radović (8/0), Željko Rodić (4/0), Hajrudin Saračević (2/0), Džemal Šerbo (2/0) – trenér Milan Ribar

#### 1972/1973Crvena Zvezda Bělehrad
Ratomir Dujković (8/0), Ognjen Petrović (28/0) – Jovan Aćimović (28/3), Zoran Antonijević (4/0), Vladislav Bogićević (32/1), Zoran Bingulac (1/0), Kiril Dojčinovski (28/0), Dragan Džajić (20/9), Milovan Đorić (11/0), Zoran Filipović (17/5), Slobodan Janković (17/3), Živorad Jevtić (2/0), Nikola Jovanović (11/0), Stanislav Karasi (32/17), Mihalj Keri (29/0), Branko Klenkovski (3/0), Petar Krivokuća (26/3), Vojin Lazarević (34/25), Dušan Nikolić (5/0), Mile Novković (14/0), Aleksandar Panajotović (8/1), Miroslav Pavlović (33/0), Vladimir Petrović (27/2), Sead Sušić (2/0) – trenér Miljan Miljanić

#### 1973/1974NK Hajduk Split
Ivan Katalinić (2/0), Rizah Mešković (33/0) – Mario Boljat (21/1), Ivan Buljan (25/2), Vilson Džoni (24/2), Joško Gluić (3/0), Dragan Holcer (26/0), Jurica Jerković (32/9), Mićun Jovanić (16/3), Goran Jurišić (11/2), Ivica Matković (15/3), Željko Mijač (22/2), Dražen Mužinić (30/2), Branko Oblak (28/5), Luka Peruzović (31/1), Berislav Poldrugovac (3/0), Vedran Rožić (29/0), Nenad Šalov (2/0), Ivica Šurjak (34/8), Slaviša Žungul (30/12) – trenér Tomislav Ivić

#### 1974/1975NK Hajduk Split
Ivan Katalinić (13/0), Rizah Mešković (16/0), Vjeran Simunić (7/0) – Mario Boljat (27/2), Ivan Buljan (33/1), Joško Duplančić (3/1), Vilson Džoni (29/2), Dragan Holcer (4/0), Jurica Jerković (32/9), Mićun Jovanić (18/3), Marin Kurtela (13/0), Šime Luketin (16/1), Ivica Matković (8/1), Željko Mijač (23/6), Dražen Mužinić (30/0), Branko Oblak (7/4), Luka Peruzović (24/1), Vedran Rožić (30/0), Vladimir Smolčić (4/0), Nenad Šalov (7/1), Ivica Šurjak (30/7), Slaviša Žungul (32/15) – trenér Tomislav Ivić

#### 1975/1976Partizan Bělehrad
Blagoj Istatov (3/0), Radmilo Ivančević (32/0) – Radomir Antić (7/1), Dragan Arsenović (16/1), Nenad Bjeković (31/24), Nenad Cvetković (1/0), Boško Đorđević (23/5), Svemir Đorđić (14/1), Borislav Đurović (32/1), Ivan Golac (26/0), Pavle Grubješić (12/3), Refik Kozić (30/0), Rešad Kunovac (33/0), Sima Nikolić (3/0), Vladimir Pejović (19/0), Vukan Perović (19/7), Dževad Prekazi (3/0), Nenad Stojković (14/0), Aranđel Todorović (25/2), Predrag Tomić (23/1), Aleksandar Trifunović (8/0), Momčilo Vukotić (33/7), Ilija Zavišić (31/6) – trenér Tomislav Kaloperović

#### 1976/1977Crvena Zvezda Bělehrad
Boško Kajganić (25/0), Dragan Simeunović (1/0), Aleksandar Stojanović (11/0) – Dušan Ajder (1/0), Milan Babić (16/0), Petar Baralić (17/1), Vladislav Bogićević (34/7), Zdravko Borovnica (10/0), Milan Ćalasan (3/0), Bratislav Đorđević (5/0), Zoran Filipović (33/21), Nikola Jovanović (23/0), Zoran Jelikić (27/0), Dušan Lukić (23/1), Danilo Mandić (1/0), Slavoljub Muslin (32/0), Dušan Nikolić (30/2), Mile Novković (18/1), Aleksandar Panajotović (1/0), Vladimir Petrović (10/0), Branko Radović (26/0), Radivoje Ratković (3/0), Dušan Savić (25/15), Srboljub Stamenković (19/4), Dejan Stanković (1/0), Dragoslav Stepanović (7/0), Sead Sušić (13/7), Miloš Šestić (22/8) – trenér Gojko Zec

#### 1977/1978Partizan Bělehrad
Petar Borota (34/0) – Dragan Arsenović (11/0), Boško Đorđević (27/5), Borislav Đurović (28/1), Ivan Golac (19/1), Pavle Grubješić (17/3), Jusuf Hatunić (27/0), Milovan Jović (24/6), Tomislav Kovačević (14/0), Nikica Klinčarski (34/2), Refik Kozić (5/1), Rešad Kunovac (8/0), Vladimir Pejović (15/0), Miroslav Polak (1/0), Dževad Prekazi (22/2), Slobodan Santrač (16/11), Nenad Stojković (34/3), Aranđel Todorović (2/0), Aleksandar Trifunović (32/5), Momčilo Vukotić (34/11), Novica Vulić (4/0), Ilija Zavišić (24/4) – trenér Ante Mladinić

#### 1978/1979NK Hajduk Split
Ivan Budinčević (21/0), Špiro Ćosić (11/0), Ivan Katalinić (1/0), Milorad Nižetić (2/0) – Mario Boljat (3/1), Davor Čop (16/2), Borislav Đorđević (32/4), Mićun Jovanić (16/2), Robert Juričko (2/0), Ivan Gudelj (1/0), Mišo Krstičević (30/7), Šime Luketin (32/3), Ivica Matković (4/0), Dražen Mužinić (29/0), Luka Peruzović (30/0), Boro Primorac (29/10), Vedran Rožić (32/0), Nenad Šalov (25/1), Ivica Šurjak (27/6), Zlatko Vujović (25/10), Zoran Vujović (19/4), Marijan Zovko (2/0), Slaviša Žungul (17/12) – trenér Tomislav Ivić

#### 1979/1980Crvena Zvezda Bělehrad
Živan Ljukovčan (23/0), Aleksandar Stojanović (11/0) – Cvijetin Blagojević (31/2), Zdravko Borovnica (14/0), Boško Đurovski (14/1), Zoran Filipović (24/6), Nikola Jovanović (14/0), Milan Jovin (31/1), Ivan Jurišić (19/0), Zlatko Krmpotić (25/0), Dragan Miletović (18/0), Nedeljko Milosavljević (23/3), Đorđe Milovanović (14/3), Zoran Mitić (1/0), Borislav Mitrović (1/0), Slavoljub Muslin (15/0), Radomir Savić (9/3), Srboljub Stamenković (1/0) – trenér Branko Stanković

#### 1980/1981Crvena Zvezda Bělehrad
Živan Ljukovčan (17/0), Dragan Simeunović (16/0), Goran Živanović (1/0) – Cvijetin Blagojević (16/2), Zdravko Borovnica (29/12), Zdravko Čakalić (2/0), Boško Đurovski (26/0), Milko Đurovski (9/5), Slobodan Goračinov (2/0), Rajko Janjanin (34/6), Milan Janković (30/5), Zoran Jelikić (10/1), Milan Jovin (16/2), Ivan Jurišić (27/1), Zlatko Krmpotić (32/1), Srboljub Marinković (1/0), Dragan Miletović (23/0), Nedeljko Milosavljević (6/2), Slavoljub Muslin (10/0), Vladimir Petrović (23/6), Slavko Radovanović (1/0), Milenko Rajković (14/0), Srebrenko Repčić (33/10), Radomir Savić (12/0), Srboljub Stamenković (1/0), Ljubiša Stojanović (12/0), Miloš Šestić (31/7) – trenér Branko Stanković

#### 1981/1982NK Dinamo Záhřeb
Zvonko Marić (3/0), Marijan Vlak (32/0) – Zlatan Arnautović (9/4), Radimir Bobinac (2/0), Dragan Bošnjak (30/2), Milivoj Bračun (26/0), Petar Bručić (31/2), Snježan Cerin (31/19), Borislav Cvetković (9/1), Zvjezdan Cvetković (26/3), Milan Ćalasan (4/0), Branko Devčić (3/0), Stjepan Deverić (25/11), Emil Dragičević (15/1), Drago Dumbović (6/0), Ismet Hadžić (16/0), Željko Hohnjec (9/1), Čedomir Jovičević (1/0), Zlatko Kranjčar (17/12), Edi Krnčević (1/0), Marko Mlinarić (33/2), Mladen Munjaković (3/0), Džemal Mustedanagić (29/0), Zoran Panić (23/8), Velimir Zajec (28/1) – trenér Miroslav Blažević

#### 1982/1983Partizan Bělehrad
Ranko Stojić (16/0), Rade Zalad (20/0) – Zoran Dimitrijević (23/2), Miloš Đelmaš (6/0), Miodrag Ješić (27/1), Nikica Klinčarski (21/2), Novica Kostić (2/0), Stevica Kuzmanovski (2/0), Zoran Lilić (1/0), Dragan Mance (30/15), Sead Mašić (2/0), Slobodan Pavković (2/0), Zvonko Popović (10/1), Dževad Prekazi (19/4), Ljubomir Radanović (34/3), Miodrag Radović (25/1), Radomir Radulović (1/0), Slobodan Rojević (32/1), Sead Sarajlić (11/0), Admir Smajić (22/0), Nenad Stojković (23/1), Aleksandar Trifunović (32/9), Zvonko Varga (20/3), Momčilo Vukotić (32/5), Zvonko Živković (23/9) – trenér Miloš Milutinović

#### 1983/1984Crvena Zvezda Bělehrad
Tomislav Ivković (34/0) – Zoran Banković (19/3), Cvijetin Blagojević (3/0), Ranko Đorđic (14/3), Žarko Đurović (13/0), Milko Đurovski (23/8), Marko Elsner (32/0), Rajko Janjanin (14/0), Milan Janković (16/2), Milan Jovin (21/0), Ivan Jurišić (19/0), Dragić Komadina (9/0), Miodrag Krivokapić (4/0), Zlatko Krmpotić (2/0), Dragan Miletović (17/0), Goran Milojević (14/0), Nedeljko Milosavljević (12/0), Đorđe Milovanović (21/3), Mitar Mrkela (20/2), Jovica Nikolić (22/8), Slavko Radovanović (1/0), Radomir Savić (1/0), Ljubiša Stojanović (15/1), Miloš Šestić (29/7), Miroslav Šugar (22/0), Radoslav Žugić (1/1) – trenér Gojko Zec

#### 1984/1985FK Sarajevo
Miloš Đurković (34/0) – Tomislav Bošnjak (5/0), Dragan Božović (5/0), Edin Hadžialagić (13/1), Faruk Hadžibegić (34/4), Esad Hošić (1/0), Dragan Jakovljević (30/9), Mehmed Janjoš (32/1), Davor Jozić (29/2), Goran Jurišić (10/0), Mirza Kapetanović (30/0), Senad Merdanović (23/3), Nenad Milak (17/0), Husref Musemić (31/19), Agim Nikolić (1/0), Predrag Pašić (33/9), Vladimir Petković (2/0), Dejan Raičković (2/0), Ferid Redeljaš (32/0), Zijad Švrakić (16/0), Ivica Vujičević (8/0), Slaviša Vukićević (33/3) – trenér Boško Antić

#### 1985/1986Partizan Bělehrad
Fahrudin Omerović (34/0) – Miloslav Bajović (6/0), Miodrag Bajović (15/0), Goran Bogdanović (5/0), Vlado Čapljić (21/3), Miloš Đelmaš (26/11), Milonja Đukić (23/1), Jovica Kolb (4/1), Dragan Mance (5/2), Radoslav Nikodijević (17/0), Milinko Pantić (9/2), Ljubomir Radanović (32/4), Miodrag Radović (12/0), Slobodan Rojević (29/0), Isa Sadriu (4/0), Admir Smajić (30/2), Goran Stevanović (28/3), Zvonko Varga (32/17), Vladimir Vermezović (32/1), Nebojša Vučićević (27/6), Zvonko Živković (24/12), Bajro Župić (24/0) – trenér Nenad Bjeković

#### 1986/1987Partizan Bělehrad
Fahrudin Omerović (34/0) – Miodrag Bajović (27/2), Goran Bogdanović (17/1), Vlado Čapljić (24/1), Miloš Đelmaš (26/7), Aleksandar Đorđević (16/2), Milko Đurovski (31/19), Srečko Katanec (30/3), Darko Milanič (4/0), Ljubomir Radanović (5/0), Miodrag Radović (4/0), Isa Sadriu (18/0), Admir Smajić (31/3), Goran Stevanović (31/4), Vladimir Vermezović (29/1), Fadil Vokrri (28/5), Nebojša Vučićević (28/7), Bajro Župić (26/0) – trenér Nenad Bjeković

#### 1987/1988Crvena Zvezda Bělehrad
Branko Davidović (11/0), Stevan Stojanović (23/0) – Dragiša Binić (27/13), Borislav Cvetković (32/9), Žarko Đurović (34/5), Slavoljub Janković (2/0), Dejan Joksimović (17/3), Goran Jurić (23/0), Dragić Komadina (16/1), Zlatko Krdžević (17/0), Miodrag Krivokapić (30/0), Vladan Lukić (2/1), Slobodan Marović (30/1), Goran Milojević (33/3), Mitar Mrkela (5/0), Husref Musemić (15/4), Jovica Nikolić (10/0), Robert Prosinečki (23/4), Dragan Punišić (11/1), Slavko Radovanović (25/5), Dragan Stojković (28/15), Refik Šabanadžović (10/1) – trenér Velibor Vasović

#### 1988/1989FK Vojvodina Novi Sad
Čedomir Maras (34/0), Dragan Vasić (1/0) – Jovo Bosančić (2/0), Željko Dakić (15/2), Dragan Gaćeša (15/0), Zoran Hajdić (1/0), Slaviša Jokanović (24/4), Dejan Joksimović (23/5), Goran Kartalija (28/1), Dragan Marković (7/0), Siniša Mihajlović (31/4), Dušan Mijić (28/1), Zoran Milosavljević (6/0), Stevan Milovac (26/2), Zoran Mijucić (19/4), Enes Muhić (4/0), Milan Popović (20/1), Dragan Punišić (25/4), Svetozar Šapurić (28/1), Miloš Šestić (30/7), Miroslav Tanjga (14/1), Ljubomir Vorkapić (25/6), Budimir Vujačić (31/7), Marijan Zovko (4/0) – trenér Ljubomir Petrović

#### 1989/1990Crvena Zvezda Bělehrad
Zvonko Milojević (4/0), Stevan Stojanović (29/0) – Ivan Adžić (1/0), Miodrag Belodedici (14/1), Zoran Dimitrijević (1/0), Miloš Drizić (11/1), Slavoljub Janković (2/0), Vladimir Jugović (1/0), Goran Jurić (21/0), Dragan Kanatlarovski (29/1), Vladan Lukić (25/10), Slobodan Marović (27/2), Mitar Mrkela (22/2), Ilija Najdoski (29/1), Darko Pančev (32/25), Zoran Pavlović (2/0), Robert Prosinečki (31/5), Duško Radinović (29/2), Dejan Savićević (25/10), Dragan Stojković (31/10), Vlada Stošić (24/4), Refik Šabanadžović (10/0), Zoran Vujović (15/0) – trenér Dragoslav Šekularac

#### 1990/1991Crvena Zvezda Bělehrad
Milić Jovanović (3/0), Stevan Stojanović (33/0) – Đorđe Aćimović (1/0), Ivan Adžić (4/1), Miodrag Belodedici (34/1), Enes Bešić (3/0), Dragiša Binić (27/14), Slaviša Čula (2/0), Vladimir Jugović (32/7), Goran Jurić (8/0), Dejan Joksimović (5/0), Vladan Lukić (4/1), Slobodan Marović (27/1), Siniša Mihajlović (14/1), Ljubiša Milojević (8/1), Ivica Momčilović (13/0), Mitar Mrkela (1/0), Ilija Najdoski (32/2), Darko Pančev (32/34), Robert Prosinečki (29/12), Duško Radinović (30/0), Milorad Ratković (1/0), Duško Savić (2/0), Dejan Savićević (25/8), Vlada Stošić (35/4), Refik Šabanadžović (26/0), Rade Tošić (11/0), Goran Vasiljević (7/0) – trenér Ljubomir Petrović

#### 1991/1992Crvena Zvezda Bělehrad
Dragoje Leković (17/0), Zvonko Milojević (13/0), Milić Jovanović (3/0) – Đorđe Aćimović (1/0), Ivan Adžić (3/0), Miodrag Belodedici (24/1), Elvir Bolić (11/2), Slaviša Čula (8/0), Ilija Ivić (27/8), Predrag Jovanović (3/0), Vladimir Jugović (29/4), Aleksandar Kristić (3/0), Nebojša Krupniković (2/0), Vladan Lukić (13/7), Siniša Mihajlović (24/8), Ilija Najdoski (29/2), Saša Nedeljković (9/0), Darko Pančev (28/25), Duško Radinović (30/4), Milorad Ratković (26/4), Duško Savić (5/0), Dejan Savićević (22/5), Mitko Stojkovski (7/0), Vlada Stošić (17/4), Miroslav Tanjga (18/0), Rade Tošić (5/0), Goran Vasiljević (15/0) – trenér Vladimir Popović